# Пак Ын Сик
Пак Ын Сик (кор. 박은식?, 朴殷植?, 30 сентября 1859 года — 1 ноября 1925 года) — корейский историк, философ. Был вторым председателем Временного правительства Кореи в 1925 году. Вскоре после смещения Ли Сын Мана с этой должности он был выбран председателем, однако вскоре умер на рабочем месте. После него председателем правительства стал Ли Сан Рён. Деятельность связана в основном с борьбой против японского колониального правления. Основные труды — «Кровавая история движения за независимость Кореи» и «Трагическая история Кореи». В политике придерживался социалистических взглядов.